# پرگه
پرگه روستایی از توابع بخش مرکزی شهرستان طالقان در استان البرز ایران است.

## مردم
دین مردمان این روستای اسلام و مذهب آنها تشیع اثنی عشری است.
زبان اصلی و رایج میان مردم این روستا نیز زبان تاتی میباشد.

## جمعیت
این روستا در دهستان پایین طالقان قرار دارد و براساس سرشماری مرکز آمار ایران در سال ۱۳۸۵، جمعیت آن ۹۶ نفر (۳۲خانوار) بوده‌است.